# Elecciones al Parlamento de Canarias de 2007
El 27 de mayo de 2007 se celebraron elecciones al Parlamento de Canarias, en las que resultó vencedor el Partido Socialista. No obstante, la formación nacionalista Coalición Canaria y el conservador Partido Popular llegaron a un pacto de Gobierno tras las elecciones por el cual fue nombrado presidente de Canarias Paulino Rivero, el candidato de Coalición Canaria.

## Circunscripciones
Las circunscripciones electorales corresponden a cada una de las islas del siguiente modo:
- El Hierro: 3 parlamentarios.
- La Gomera: 4 parlamentarios.
- Fuerteventura: 7 parlamentarios.
- Lanzarote: 8 parlamentarios.
- La Palma: 8 parlamentarios.
- Gran Canaria: 15 parlamentarios.
- Tenerife: 15 parlamentarios.

Desde 1983 hasta 2019 estuvo vigente un sistema electoral conocida como "triple paridad", basada en tres reglas: la provincia de Santa Cruz de Tenerife tendría el mismo número de escaños que la provincia de Las Palmas; las islas capitalinas (Tenerife y Gran Canaria) tendrían el mismo número de escaños entre sí (15 diputados) y en conjunto ambas tendría el mismo número de escaños que las islas no capitalinas (30 entre Tenerife y Gran Canaria y 30 entre Lanzarote, La Palma, Fuerteventura, La Gomera y El Hierro). Este sistema ha causado enormes disparidades entre las islas, ya que más de 4/5 de la población canaria habita en las islas capitalinas y solo les corresponde la mitad de diputados. Esto puede verse en los resultados entre el Partido Popular y Coalición Canaria, ya que ambas formaciones mantenían una diferencia de diez décimas y, sin embargo, la formación autonomista sacó cuatro diputados más que la formación conservadora.

## Candidaturas por circunscripción
| Cir. |                      | PP                      |                       | Nca                 | CCN                   |
| Cir. | Dip                  | Dip                     | Dip                   | Dip                 | Dip                   |
| ---- | -------------------- | ----------------------- | --------------------- | ------------------- | --------------------- |
| EH   | Belén Allende        | Mª Carmen Morales       | Inocencio Hernández   |                     | Rafael Maestre        |
| FT   | José Miguel Barragán | Águeda Montelongo       | Domingo Fuentes       | Wenceslao Berriel   | Luis Fernando Lorenzo |
| GC   | María del Mar Julios | José Manuel Soria       | Juan F. López Aguilar | Román Rodríguez     | Lorenzo Olarte        |
| LG   | Esteban Bethencourt  | Concepción A. Francisco | Julio Cruz            |                     | Ramón José Díaz       |
| LZ   | Mario Pérez          | María Dolores Luzardo   | Francisco M. Fajardo  | Juan Carlos Becerra | Isaac Castellano      |
| LP   | Antonio Castro       | Gabriel Mato            | Manuel Marcos Pérez   | Juan Carlos Navarro | Luis Francisco Lozano |
| TF   | Paulino Rivero       | Cristina Tavío          | Francisco H. Spínola  |                     | Ignacio González      |

Las principales formaciones políticas de estas elecciones fueron Coalición Canaria, Partido Popular, Partido Socialista Obrero Español, Nueva Canarias y Centro Canario. Sin embargo, solo las tres primeras obtuvieron representación en el parlamento en la siguiente legislatura. Salvo Nueva Canarias, las demás formaciones presentaron listas en todas las islas. Los líderes del Partido Popular, Partido Socialista Obrero Español y Nueva Canarias representaron a Gran Canaria, mientras que los líderes de Coalición Canaria y Centro Canario representaron a Tenerife. Belén Allende representó a El Hierro como candidata de Agrupación Herreña Independiente, entonces aliada a Coalición Canaria.

## Resultados

### Proporción de escaños
| 19 | 15 | 26   |
| CC | PP | PSOE |

### Resultados por partidos
| ← Elecciones al Parlamento de Canarias de 2007 → |                                                                |                             |         |       |         |     |
| Presidente y gobierno | Partido                                                        | Candidato                   | Votos   | %     | Escaños | +/- |
| - Presidente: Paulino Rivero - Gobierno: - CC-PP (2007-2010) - CC (2010-2011) - Censo: 1.537.139 - Votantes: 940.852 (61,21%) - Abstención: 596.287 (38,79%) - Válidos: 935.460 - A candidatura: 922.223 | Partido Socialista de las Islas Canarias-PSOE (PSIC-PSOE)      | Juan Fernando López Aguilar | 322.833 | 35,01 | 26      | +9  |
| - Presidente: Paulino Rivero - Gobierno: - CC-PP (2007-2010) - CC (2010-2011) - Censo: 1.537.139 - Votantes: 940.852 (61,21%) - Abstención: 596.287 (38,79%) - Válidos: 935.460 - A candidatura: 922.223 | Partido Popular (PP)                                           | José Manuel Soria           | 224.883 | 24,38 | 15      | -2  |
| - Presidente: Paulino Rivero - Gobierno: - CC-PP (2007-2010) - CC (2010-2011) - Censo: 1.537.139 - Votantes: 940.852 (61,21%) - Abstención: 596.287 (38,79%) - Válidos: 935.460 - A candidatura: 922.223 | Coalición Canaria-Partido Nacionalista Canario (CC-PNC)        | Paulino Rivero              | 222.905 | 24,17 | 17      | -4  |
| - Presidente: Paulino Rivero - Gobierno: - CC-PP (2007-2010) - CC (2010-2011) - Censo: 1.537.139 - Votantes: 940.852 (61,21%) - Abstención: 596.287 (38,79%) - Válidos: 935.460 - A candidatura: 922.223 | Agrupación Herreña Independiente-Coalición Canaria (AHI-CC)    | Belén Allende               | 2.973   | 0,32  | 2       | =   |
| - Presidente: Paulino Rivero - Gobierno: - CC-PP (2007-2010) - CC (2010-2011) - Censo: 1.537.139 - Votantes: 940.852 (61,21%) - Abstención: 596.287 (38,79%) - Válidos: 935.460 - A candidatura: 922.223 | Nueva Canarias (NC) a                                          | Román Rodríguez             | 50.749  | 5,50  | 0       |     |
| - Presidente: Paulino Rivero - Gobierno: - CC-PP (2007-2010) - CC (2010-2011) - Censo: 1.537.139 - Votantes: 940.852 (61,21%) - Abstención: 596.287 (38,79%) - Válidos: 935.460 - A candidatura: 922.223 | Centro Canario b                                               | Ignacio González Santiago   | 36.975  | 4,01  | 0       |     |
| - Presidente: Paulino Rivero - Gobierno: - CC-PP (2007-2010) - CC (2010-2011) - Censo: 1.537.139 - Votantes: 940.852 (61,21%) - Abstención: 596.287 (38,79%) - Válidos: 935.460 - A candidatura: 922.223 | Los Verdes de Canarias c                                       |                             | 17.793  | 1,93  | 0       |     |
| - Presidente: Paulino Rivero - Gobierno: - CC-PP (2007-2010) - CC (2010-2011) - Censo: 1.537.139 - Votantes: 940.852 (61,21%) - Abstención: 596.287 (38,79%) - Válidos: 935.460 - A candidatura: 922.223 | Partido de Independientes de Lanzarote-Centro Canario (PIL-CC) |                             | 9.701   | 1,05  | 0       |     |
| - Presidente: Paulino Rivero - Gobierno: - CC-PP (2007-2010) - CC (2010-2011) - Censo: 1.537.139 - Votantes: 940.852 (61,21%) - Abstención: 596.287 (38,79%) - Válidos: 935.460 - A candidatura: 922.223 | Compromiso por Gran Canaria                                    | Aday Ruiz                   | 8.512   | 0,92  | 0       |     |
| - Presidente: Paulino Rivero - Gobierno: - CC-PP (2007-2010) - CC (2010-2011) - Censo: 1.537.139 - Votantes: 940.852 (61,21%) - Abstención: 596.287 (38,79%) - Válidos: 935.460 - A candidatura: 922.223 | Izquierda Unida Canaria (IUC)                                  |                             | 6.558   | 0,71  | 0       |     |
| - Presidente: Paulino Rivero - Gobierno: - CC-PP (2007-2010) - CC (2010-2011) - Censo: 1.537.139 - Votantes: 940.852 (61,21%) - Abstención: 596.287 (38,79%) - Válidos: 935.460 - A candidatura: 922.223 | Alternativa Popular Canaria-Alternativa Ciudadana 25 de Mayo   |                             | 4.824   | 0,52  | 0       |     |
| - Presidente: Paulino Rivero - Gobierno: - CC-PP (2007-2010) - CC (2010-2011) - Censo: 1.537.139 - Votantes: 940.852 (61,21%) - Abstención: 596.287 (38,79%) - Válidos: 935.460 - A candidatura: 922.223 | Alternativa Nacionalista Canaria (ANC)                         |                             | 2.539   | 0,28  | 0       |     |
| - Presidente: Paulino Rivero - Gobierno: - CC-PP (2007-2010) - CC (2010-2011) - Censo: 1.537.139 - Votantes: 940.852 (61,21%) - Abstención: 596.287 (38,79%) - Válidos: 935.460 - A candidatura: 922.223 | Unidad del Pueblo                                              |                             | 1.485   | 0,16  | 0       |     |
| - Presidente: Paulino Rivero - Gobierno: - CC-PP (2007-2010) - CC (2010-2011) - Censo: 1.537.139 - Votantes: 940.852 (61,21%) - Abstención: 596.287 (38,79%) - Válidos: 935.460 - A candidatura: 922.223 | Partido Comunista del Pueblo Canario (PCPC)                    |                             | 1.338   | 0,15  | 0       |     |
| - Presidente: Paulino Rivero - Gobierno: - CC-PP (2007-2010) - CC (2010-2011) - Censo: 1.537.139 - Votantes: 940.852 (61,21%) - Abstención: 596.287 (38,79%) - Válidos: 935.460 - A candidatura: 922.223 | Alternativa Maga Nacionalista (AMAGA)                          |                             | 1.079   | 0,12  | 0       |     |
| - Presidente: Paulino Rivero - Gobierno: - CC-PP (2007-2010) - CC (2010-2011) - Censo: 1.537.139 - Votantes: 940.852 (61,21%) - Abstención: 596.287 (38,79%) - Válidos: 935.460 - A candidatura: 922.223 | Partido de Gran Canaria (PGC)                                  |                             | 1.073   | 0,12  | 0       |     |
| - Presidente: Paulino Rivero - Gobierno: - CC-PP (2007-2010) - CC (2010-2011) - Censo: 1.537.139 - Votantes: 940.852 (61,21%) - Abstención: 596.287 (38,79%) - Válidos: 935.460 - A candidatura: 922.223 | Coalición de Centro (CCCAN)                                    |                             | 1.006   | 0,11  | 0       |     |
| - Presidente: Paulino Rivero - Gobierno: - CC-PP (2007-2010) - CC (2010-2011) - Censo: 1.537.139 - Votantes: 940.852 (61,21%) - Abstención: 596.287 (38,79%) - Válidos: 935.460 - A candidatura: 922.223 | Isla Alternativa (ISAL)                                        |                             | 870     | 0,09  | 0       |     |
| - Presidente: Paulino Rivero - Gobierno: - CC-PP (2007-2010) - CC (2010-2011) - Censo: 1.537.139 - Votantes: 940.852 (61,21%) - Abstención: 596.287 (38,79%) - Válidos: 935.460 - A candidatura: 922.223 | Partido Humanista (PH)                                         |                             | 777     | 0,08  | 0       |     |
| - Presidente: Paulino Rivero - Gobierno: - CC-PP (2007-2010) - CC (2010-2011) - Censo: 1.537.139 - Votantes: 940.852 (61,21%) - Abstención: 596.287 (38,79%) - Válidos: 935.460 - A candidatura: 922.223 | Movimiento por la Unidad del Pueblo Canario (MUPC)             |                             | 584     | 0,06  | 0       |     |
| - Presidente: Paulino Rivero - Gobierno: - CC-PP (2007-2010) - CC (2010-2011) - Censo: 1.537.139 - Votantes: 940.852 (61,21%) - Abstención: 596.287 (38,79%) - Válidos: 935.460 - A candidatura: 922.223 | Unión Ciudadana, Progresistas Independientes de Canarias (UC)  |                             | 557     | 0,06  | 0       |     |
| - Presidente: Paulino Rivero - Gobierno: - CC-PP (2007-2010) - CC (2010-2011) - Censo: 1.537.139 - Votantes: 940.852 (61,21%) - Abstención: 596.287 (38,79%) - Válidos: 935.460 - A candidatura: 922.223 | Compromiso por Tenerife (CTF)                                  |                             | 466     | 0,05  | 0       |     |
| - Presidente: Paulino Rivero - Gobierno: - CC-PP (2007-2010) - CC (2010-2011) - Censo: 1.537.139 - Votantes: 940.852 (61,21%) - Abstención: 596.287 (38,79%) - Válidos: 935.460 - A candidatura: 922.223 | FE-La Falange (FE)                                             |                             | 327     | 0,04  | 0       |     |
| - Presidente: Paulino Rivero - Gobierno: - CC-PP (2007-2010) - CC (2010-2011) - Censo: 1.537.139 - Votantes: 940.852 (61,21%) - Abstención: 596.287 (38,79%) - Válidos: 935.460 - A candidatura: 922.223 | Movimiento por la Unidad del Pueblo (MUP)                      |                             | 304     | 0,03  | 0       |     |
| - Presidente: Paulino Rivero - Gobierno: - CC-PP (2007-2010) - CC (2010-2011) - Censo: 1.537.139 - Votantes: 940.852 (61,21%) - Abstención: 596.287 (38,79%) - Válidos: 935.460 - A candidatura: 922.223 | Democracia Nacional (DN)                                       |                             | 302     | 0,03  | 0       |     |
| - Presidente: Paulino Rivero - Gobierno: - CC-PP (2007-2010) - CC (2010-2011) - Censo: 1.537.139 - Votantes: 940.852 (61,21%) - Abstención: 596.287 (38,79%) - Válidos: 935.460 - A candidatura: 922.223 | Iniciativa Ciudadana por Fuerteventura (ICF)                   |                             | 286     | 0,03  | 0       |     |
| - Presidente: Paulino Rivero - Gobierno: - CC-PP (2007-2010) - CC (2010-2011) - Censo: 1.537.139 - Votantes: 940.852 (61,21%) - Abstención: 596.287 (38,79%) - Válidos: 935.460 - A candidatura: 922.223 | TAGOROR Pensionista de Canarias (TPC)                          |                             | 280     | 0,03  | 0       |     |
| - Presidente: Paulino Rivero - Gobierno: - CC-PP (2007-2010) - CC (2010-2011) - Censo: 1.537.139 - Votantes: 940.852 (61,21%) - Abstención: 596.287 (38,79%) - Válidos: 935.460 - A candidatura: 922.223 | Partido Nacionalista Canario-El Hierro (PNC)                   |                             | 244     | 0,03  | 0       |     |
| - Presidente: Paulino Rivero - Gobierno: - CC-PP (2007-2010) - CC (2010-2011) - Censo: 1.537.139 - Votantes: 940.852 (61,21%) - Abstención: 596.287 (38,79%) - Válidos: 935.460 - A candidatura: 922.223 | Federación Nacionalista Canaria (FNC)                          |                             | N/A     | N/A   | 0       | -3  |
| - Presidente: Paulino Rivero - Gobierno: - CC-PP (2007-2010) - CC (2010-2011) - Censo: 1.537.139 - Votantes: 940.852 (61,21%) - Abstención: 596.287 (38,79%) - Válidos: 935.460 - A candidatura: 922.223 | En blanco                                                      | N/A                         | 1.327   | 1,4   | N/A     | N/A |
| - Presidente: Paulino Rivero - Gobierno: - CC-PP (2007-2010) - CC (2010-2011) - Censo: 1.537.139 - Votantes: 940.852 (61,21%) - Abstención: 596.287 (38,79%) - Válidos: 935.460 - A candidatura: 922.223 | Nulos                                                          | N/A                         |         |       | N/A     | N/A |

a Incluye a Iniciativa por La Palma, Partido Nacionalista de Lanzarote, Nueva Gran Canaria y Nueva Fuerteventura.

b Incluye a Independientes de Fuerteventura.

c Coalición de Partido Verde Canario y Los Verdes de Canarias.

Debido al peculiar sistema electoral canario, que exige un 30% de los votos a nivel insular o un 6% a nivel regional para poder formar parte del reparto de escaños, muchos partidos se quedaron fuera de la Cámara pese a obtener más votos que otros que sí entraron.

### Escaños por islas
| Islas Canarias |      |      |      |      | Tot. |
| Islas Canarias | Dip. | Dip. | Dip. | Dip. | Tot. |
| -------------- | ---- | ---- | ---- | ---- | ---- |
| Tenerife       | 7    | 5    | 3    |      | 15   |
| Gran Canaria   | 1    | 7    | 7    |      | 15   |
| Lanzarote      | 2    | 4    | 2    |      | 8    |
| La Palma       | 4    | 3    | 1    |      | 8    |
| Fuerteventura  | 2    | 3    | 2    |      | 7    |
| La Gomera      | 1    | 3    |      |      | 4    |
| El Hierro      |      | 1    |      | 2    | 3    |
| TOTAL          | 17   | 26   | 15   | 2    | 60   |

### Investidura
| Candidato           | Fecha                                                  | Voto       |    |    |    | Total |
| ------------------- | ------------------------------------------------------ | ---------- | -- | -- | -- | ----- |
| Paulino Rivero (CC) | 5 de julio de 2007 Mayoría requerida: Absoluta (31/60) | Sí         |    | 19 | 15 | 34/60 |
| Paulino Rivero (CC) | 5 de julio de 2007 Mayoría requerida: Absoluta (31/60) | No         | 26 |    |    | 26/60 |
| Paulino Rivero (CC) | 5 de julio de 2007 Mayoría requerida: Absoluta (31/60) | Abstención |    |    |    | 0/60  |